# Bandyligan 1993/1994
Bandyligan 1993/1994 spelades som dubbelserie, följd av slutspel.

## Grundserien
| Lag                          | Spelade | Vinster | Oavgjorda | Förluster | Målskillnad | Poäng |
| ---------------------------- | ------- | ------- | --------- | --------- | ----------- | ----- |
| Warkauden Pallo -35          | 18      | 16      | 0         | 2         | 137-50      | 32    |
| Botnia-69, Helsingfors       | 18      | 12      | 2         | 4         | 123-57      | 26    |
| Lappeenrannan Veiterä        | 18      | 12      | 0         | 6         | 115-91      | 24    |
| OLS                          | 18      | 11      | 0         | 7         | 96-66       | 22    |
| IFK Helsingfors              | 18      | 8       | 3         | 7         | 92-114      | 19    |
| Jyväskylän Seudun Palloseura | 18      | 7       | 1         | 10        | 92-114      | 15    |
| OPS                          | 18      | 7       | 0         | 11        | 85-99       | 14    |
| Porvoon Akilles              | 18      | 7       | 0         | 11        | 79-121      | 14    |
| Veitsiluodon Vastus          | 18      | 6       | 0         | 12        | 105-115     | 12    |
| PaSa Bandy                   | 18      | 1       | 0         | 17        | 44-164      | 2     |

Lag 1-4 till slutspel. Nykomlingar blev Porin Narukerä och ToPV.

## Semifinaler
| Lag 1               | Resultat | Lag 2                 | Match 1 | Match 2 | Match 3 |
| ------------------- | -------- | --------------------- | ------- | ------- | ------- |
| Warkauden Pallo -35 | 2–0      | OLS                   | -       | -       |         |
| Botnia-69           | 1–2      | Lappeenrannan Veiterä | -       | -       | -       |

## Match om tredje pris
| Lag 1     | Resultat | Lag 2 |
| --------- | -------- | ----- |
| Botnia-69 | 3–5      | OLS   |

## Final
| Lag 1               | Resultat | Lag 2                 |
| ------------------- | -------- | --------------------- |
| Warkauden Pallo -35 | 4–2      | Lappeenrannan Veiterä |

## Slutställning
| Placering | Lag                   |
| --------- | --------------------- |
| 1.        | Warkauden Pallo -35   |
| 2.        | Lappeenrannan Veiterä |
| 3.        | OLS                   |
| 4.        | Botnia-69             |

Marko Kilpeläinen, OPS blev både mål- och poängkung med 39 mål och 51 poäng.

### Fotnoter
1. ↑  ”Maalikuningas ja pistepörssin voittaja kautta aikojen” (på finska) (Rich Text Format). Finlands bandyförbund. http://www.finbandy.fi/maalit%20ja%20pisteet.rtf.